# Davide Frattesi
Davide Frattesi, né le 22 septembre 1999 à Rome en Italie, est un footballeur international italien qui évolue au poste de milieu de terrain ou d'ailier droit à l'Inter Milan.

## Carrière

### En club
Ayant rejoint l'FC Internazionale Milano en 2024, il est principalement connu pour avoir marqué le but vainqueur en prolongations lors de l'épique demi-finale de Ligue des champions de l'UEFA 2024-2025 contre le FC Barcelone : victoire 4-3 de l'Inter (7-6 score cumulé)

### En sélection nationale
Avec les moins de 17 ans, il inscrit deux buts. Il marque son premier but le 18 février 2016, en amical contre la Serbie. Il inscrit son deuxième but le 20 mars de la même année, contre la Géorgie, lors des éliminatoires du championnat d'Europe. Il participe ensuite à la phase finale du championnat d'Europe organisé en Azerbaïdjan. Lors de cette compétition, il joue trois matchs, avec pour résultats une seule victoire et deux défaites, ce qui s'avère insuffisant pour dépasser le premier tour.
Avec les moins de 19 ans, il participe au championnat d'Europe des moins de 19 ans en 2018. Lors de cette compétition organisée en Finlande, il joue cinq matchs. Il se met en évidence lors de la phase de groupe, en inscrivant un but et en délivrant une passe décisive contre le Portugal. L'Italie s'incline en finale face à ces mêmes joueurs portugais, après prolongation.
Avec les moins de 20 ans, il inscrit deux buts lors de l'année 2018, contre l'Angleterre et l'Allemagne. Il dispute ensuite en 2019 la Coupe du monde des moins de 20 ans qui se déroule en Pologne. Lors du mondial junior, il joue six matchs. Il officie comme capitaine lors du match de phase de poule contre le Japon. Il s'illustre lors de ce mondial en inscrivant deux buts, face au Mexique en phase de groupe, puis face au Mali en quart. L'Italie s'incline en demi-finale face à l'Ukraine, et se classe finalement quatrième du mondial.
Le 6 septembre 2019, il reçoit sa première sélection avec les espoirs, en amical face à la Moldavie. Il se met de suite en évidence en inscrivant un doublé (victoire 4-0). Quatre jours plus tard, il délivre une passe décisive face au Luxembourg, lors des éliminatoires de l'Euro espoirs 2021 (en) (victoire 5-0).
Il est retenu dans la liste des 26 joueurs italiens du sélectionneur Luciano Spalletti pour participer à l'Euro 2024.

## Statistiques
| Saison                | Club                  | Championnat           | Championnat | Championnat | Championnat | Coupe(s) nationale(s) | Coupe(s) nationale(s) | Coupe(s) nationale(s) | Supercoupe | Supercoupe | Supercoupe | Compétition(s) continentale(s) | Compétition(s) continentale(s) | Compétition(s) continentale(s) | Compétition(s) continentale(s) | Barrages | Barrages | Barrages | Italie | Italie | Italie | Total | Total | Total |
| Saison                | Club                  | Division              | M.          | B.          | P.d.        | M.                    | B.                    | P.d.                  | M.         | B.         | P.d.       | Comp.                          | M.                             | B.                             | P.d.                           | M.       | B.       | P.d.     | M.     | B.     | P.d.   | M.    | B.    | P.d.  |
| 2017-2018             | US Sassuolo           | Serie A               | -           | -           | -           | 1                     | 0                     | 0                     | -          | -          | -          | -                              | -                              | -                              | -                              | -        | -        | -        | -      | -      | -      | 1     | 0     | 0     |
| 2021-2022             | US Sassuolo           | Serie A               | 36          | 4           | 3           | 2                     | 0                     | 0                     | -          | -          | -          | -                              | -                              | -                              | -                              | -        | -        | -        | 3      | 0      | 0      | 41    | 4     | 3     |
| 2022-2023             | US Sassuolo           | Serie A               | 36          | 7           | 0           | 1                     | 0                     | 0                     | -          | -          | -          | -                              | -                              | -                              | -                              | -        | -        | -        | 3      | 1      | 0      | 40    | 8     | 0     |
| Sous-total            | Sous-total            | Sous-total            | 72          | 11          | 3           | 4                     | 0                     | 0                     | -          | -          | -          | -                              | -                              | -                              | -                              | -        | -        | -        | 6      | 1      | 0      | 82    | 12    | 3     |
| 2018-2019             | Ascoli (prêt)         | Serie B               | 32          | 0           | 0           | -                     | -                     | -                     | -          | -          | -          | -                              | -                              | -                              | -                              | -        | -        | -        | -      | -      | -      | 32    | 0     | 0     |
| 2019-2020             | Empoli FC (prêt)      | Serie B               | 37          | 5           | 2           | 3                     | 0                     | 0                     | -          | -          | -          | -                              | -                              | -                              | -                              | 1        | 0        | 0        | -      | -      | -      | 41    | 5     | 2     |
| 2020-2021             | AC Monza (prêt)       | Serie B               | 38          | 8           | 2           | 2                     | 0                     | 0                     | -          | -          | -          | -                              | -                              | -                              | -                              | 2        | 0        | 0        | -      | -      | -      | 42    | 8     | 2     |
| 2023-2024             | Inter Milan (prêt)    | Serie A               | 32          | 6           | 3           | 1                     | 0                     | 0                     | 2          | 1          | 0          | C1                             | 7                              | 1                              | 1                              | -        | -        | -        | 13     | 4      | 0      | 55    | 12    | 4     |
| 2024-2025             | Inter Milan           | Serie A               | 28          | 5           | 1           | 4                     | 0                     | 0                     | 2          | 0          | 0          | C1                             | 13                             | 2                              | 0                              | -        | -        | -        | 10     | 3      | 1      | 57    | 10    | 2     |
| Sous-total            | Sous-total            | Sous-total            | 60          | 11          | 4           | 5                     | 0                     | 0                     | 4          | 1          | 0          | -                              | 20                             | 3                              | 0                              | -        | -        | -        | 23     | 7      | 1      | 112   | 22    | 5     |
| Total sur la carrière | Total sur la carrière | Total sur la carrière | 238         | 35          | 11          | 14                    | 0                     | 0                     | 4          | 1          | 0          | -                              | 20                             | 3                              | 1                              | 3        | 0        | 0        | 29     | 8      | 1      | 308   | 47    | 13    |

### Buts internationaux
| Buts internationaux de Davide Frattesi | Buts internationaux de Davide Frattesi | Buts internationaux de Davide Frattesi | Buts internationaux de Davide Frattesi | Buts internationaux de Davide Frattesi | Buts internationaux de Davide Frattesi     | Buts internationaux de Davide Frattesi | Buts internationaux de Davide Frattesi | Buts internationaux de Davide Frattesi |
|                                        | Date                                   | Lieu                                   | Adversaire                             | Résultat                               | Compétition                                | Notes                                  | Notes                                  | Sel.                                   |
| -------------------------------------- | -------------------------------------- | -------------------------------------- | -------------------------------------- | -------------------------------------- | ------------------------------------------ | -------------------------------------- | -------------------------------------- | -------------------------------------- |
| 1.                                     | 18 juin 2023                           | De Grolsch Veste, Enschede, Pays-Bas   | Pays-Bas                               | 2 - 3                                  | Ligue des Nations 2022-2023 (phase finale) | 0 - 2                                  | 20e du pied gauche                     | 6e                                     |
| 2.                                     | 12 septembre 2023                      | Stade Giuseppe Meazza, Milan, Italie   | Ukraine                                | 2 - 1                                  | Éliminatoires de l'Euro 2024               | 1 - 0                                  | 12e du pied droit                      | 7e                                     |
| 3.                                     | 12 septembre 2023                      | Stade Giuseppe Meazza, Milan, Italie   | Ukraine                                | 2 - 1                                  | Éliminatoires de l'Euro 2024               | 2 - 0                                  | 26e du pied droit                      | 7e                                     |
| 4.                                     | 14 octobre 2023                        | Stade San Nicola, Bari, Italie         | Malte                                  | 4 - 0                                  | Éliminatoires de l'Euro 2024               | 4 - 0                                  | 90+3e du pied gauche                   | 8e                                     |
| 5.                                     | 9 juin 2024                            | Stade Carlo-Castellani, Empoli, Italie | Bosnie-Herzégovine                     | 1 - 0                                  | Match amical                               | 1 - 0                                  | 38e du pied droit                      | 15e                                    |
| 6.                                     | 6 septembre 2024                       | Parc des Princes, Paris, France        | France                                 | 1 - 3                                  | Ligue des Nations 2024-2025                | 1 - 2                                  | 50e du pied gauche                     | 20e                                    |
| 7.                                     | 9 septembre 2024                       | Bozsik Arena, Budapest, Hongrie        | Israël                                 | 1 - 2                                  | Ligue des Nations 2024-2025                | 0 - 1                                  | 38e du torse                           | 21e                                    |
| 8.                                     | 14 octobre 2024                        | Stade Friuli, Udine, Italie            | Israël                                 | 4 - 1                                  | Ligue des Nations 2024-2025                | 3 - 1                                  | 72e du pied gauche                     | 23e                                    |

## Palmarès

### En club
| AS Rome - Supercoupe d'Italie Primavera (1) - Vainqueur en 2016 (it) - Coupe d'Italie Primavera (1) - Vainqueur en 2017 (it) |  | Inter Milan - Supercoupe d'Italie (1) - Vainqueur en 2023 - Finaliste en 2024 - Championnat d'Italie (1) - Champion en 2024 - Vice-champion en 2025 |